# Joseph Vitkin

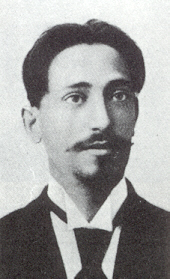
Joseph Vitkin

Joseph Vitkin (auch: Josef oder Yosef Vitkin hebräisch יוסף ויתקין; geboren am 1876 im heutigen Belarus; gestorben am 23. Januar 1912 in Rischon LeZion) war ein zionistischer Pionier, der insbesondere durch seinen dramatischen Aufruf zur jüdischen Besiedlung Palästinas bekannt geworden ist. Sein Appell trug maßgeblich zum Erfolg der zweiten Alija bei.

## Leben
Joseph Vitkin übersiedelte 1897 nach Palästina, war kurze Zeit Arbeiter und dann nach einem Selbststudium Erzieher und Lehrer für Landarbeiter. Er wirkte als Lehrer und Schulleiter in Gedera, Kfar Tabor und Rischon leTzion.
Im März 1905 veröffentlichte er seinen Aufruf (Kol Koreh. Ein Aufruf an die Jugend Israels) an die jungen Juden Osteuropas, in Palästina einzuwandern und, basierend auf den Prinzipien der körperlichen Arbeit, die nationale Heimstätte aufzubauen.
Die jüdische Jugend sollte „ihrem Herzen folgen, das sich nach ihrem Volk und Zion sehnt“. Das bisherige Siedlungswerk, das in eine schwere Krise geraten war, sollte vor dem Niedergang gerettet werden. Er forderte dazu auf, sich mit Problemen, Krankheiten und Gefahren zu messen und sich selbst zu beweisen, dass man es schaffen kann.
„Nicht jeder“, erklärte er, sei „dazu geeignet“: „Unter den Begabten werden wir die besten Soldaten des Volkes auswählen ... Eilt und kommt, Helden Israels, erneuert die Zeit der Bilu-Siedler mit noch größerem Eifer, sonst sind wir schon bald verloren.“
Joseph Vitkin gehörte auch zu den Gründern und Führern der Hapoel Hazair.